# Шампуле
Шампуле (фр. Champoulet) је насељено место у Француској у региону Центар, у департману Лоаре.
По подацима из 2011. године у општини је живело 46 становника, а густина насељености је износила 4,91 становника/km².

## Демографија
| 1962. | 1968. | 1975. | 1982. | 1990. | 2011. |
| ----- | ----- | ----- | ----- | ----- | ----- |
| 88    | 79    | 96    | 82    | 72    | 46    |